# Alexei Alexandrowitsch Aksjonow
Alexei Alexandrowitsch Aksjonow (russisch Алексей Александрович Аксёнов, engl. Transkription Aleksey Aksyonov; * 10. Dezember 1987) ist ein russischer Sprinter.
Bei den Leichtathletik-Europameisterschaften 2010 in Barcelona gehörte er zur russischen Mannschaft, die in der Besetzung Maxim Dyldin, Aksjonow, Pawel Trenichin und Wladimir Krasnow Gold in der 4-mal-400-Meter-Staffel gewann.

## Persönliche Bestzeiten
- 100 m: 10,82 s, 21. Juli 2006, Tula
- 200 m: 21,06 s, 25. Juli 2009, Tscheboksary
  - Halle: 21,51 s, 14. Februar 2010, Moskau
- 400 m: 46,27 s, 17. Juni 2009, Kasan
  - Halle: 47,51 s, 26. Februar 2010, Moskau